# تقی‌آباد (گنبکی)
تقی‌آباد، روستایی در دهستان کهور خشک بخش ناصریه شهرستان گنبکی در استان کرمان ایران است.

## جمعیت
بر پایه سرشماری عمومی نفوس و مسکن در سال ۱۳۹۵، جمعیت این روستا برابر با ۷۷۲ نفر (۲۱۸ خانوار) بوده‌است.